# Charles Spencer (6. hrabia Spencer)

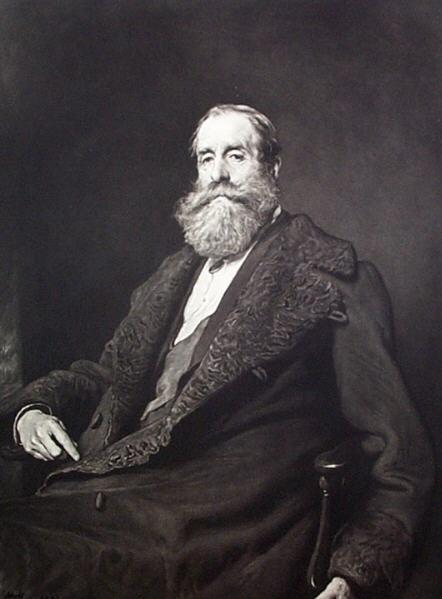
Charles Spencer, 6. hrabia Spencer

Charles Robert Spencer (ur. 30 października 1857 w Londynie, zm. 26 września 1922 tamże) – brytyjski arystokrata i polityk.

## Życiorys
Był młodszym synem Fredericka Spencera, 4. hrabiego Spencer i jego drugiej żony Adelaide Seymour, córki pułkownika Horace’a Seymoura. Był młodszym bratem 5. hrabiego Spencer.
Wykształcenie odebrał w Harrow School w Londynie i w Trinity College na Uniwersytecie Cambridge. Tę ostatnią uczelnię ukończył z tytułem magistra sztuk pięknych. Był majorem oraz honorowym pułkownikiem 4 batalionu regimentu z Northamptonshire. Z ramienia liberałów był członkiem Izby Gmin z okręgów North Northamptonshire (1880–1885) i Mid Northamptonshire (1885–1905). W 1905 roku otrzymał tytuł wicehrabiego Althorp i, jako par Zjednoczonego Królestwa, zasiadł w Izbie Lordów. W 1910, po bezdzietnej śmierci swojego starszego brata, odziedziczył tytuł hrabiego Spencer.
Mianowanie wicehrabią umożliwiło mu otrzymanie tytułu lorda szambelana (wcześniej był przez 3 lata wiceszambelanem Dworu Królewskiego). Od 1892 lord Spencer był członkiem Tajnej Rady. W 1911 roku został odznaczony Krzyżem Wielkim Królewskiego Wiktoriańskiego Orderu, zaś w 1913 został kawalerem Orderu Podwiązki.

## Życie prywatne
W dniu 23 lipca 1887 roku poślubił Margaret Baring (1868–1906), córkę Edwarda Baringa, 1. baron Revelstoke i Louisy Bulteel, córki Johna Bulteela. Charles i Margaret mieli razem trzech synów i trzy córki:
- Adelaide Margaret Delia Spencer (1889–1981), żona Sidneya Peela, 1. baroneta
- Albert Edward John Spencer (1892–1975), 7. hrabia Spencer
- podpułkownik Cecil Edward Robert Spencer (1894–1928), weteran I wojny światowej, zginął bezpotomnie w wypadku samochodowym
- Lavinia Emily Spencer (1899–1955), żona Luke’a White, 4. barona Annaly, miał dzieci
- kapitan George Charles Spencer (1903–1982), ożenił się z Barbarą Blumenthal i Kathleen Henderson, miał dzieci
- Alexandra Margaret Elisabeth Spencer (1906–1996), żona Henry’ego Douglas-Home’a, miała dzieci.